# Lakeville (Indiana)
Lakeville – miasto w Stanach Zjednoczonych, w stanie Indiana, w hrabstwie St. Joseph.